# Řenče
Obec Řenče (mn. č., 2. pád Řenčí, německy Rentsch) se nachází 6 km od Přeštic v okrese Plzeň-jih, kraj Plzeňský. Žije zde 919 obyvatel.

## Historie
V okolí Řenčí se nachází mohylové pohřebiště pastevců ze střední doby bronzové.
Podle pověsti obec založil jistý rytíř Řenek. Ten se pak stal i zakladatelem rodu Řenečských z Řeneč, který se postupně rozvětvil a v obci působil až do třicetileté války.
První písemná zmínka o vsi se nachází v berním rejstříku z roku 1379, kdy zde měli dvory Blahoslav, Havel a Litold. V roce 1412 již pravděpodobně stála zdejší tvrz, neb je připomínán Zdeněk z Řeneč.
V polovině 18. století zde udává tereziánský katastr 15 hospodářů a kováře. Tehdy byl přestavěn hospodářský dvůr a z tvrze udělána sýpka. Řenče patřily k lukavskému panství, které od roku 1794 vlastnil rod Schönbornů, a ves měla poplužní dvůr, pohodnici, ovčárnu, 6 selských gruntů, 8 čtvrtláníků a 16 chalup. V roce 1900 zde bylo 54 čísel popisných, fara, škola, poplužní dvůr, ovčín, myslivna, hájovna „Hadovka“ a rasovna.
Vůbec první kronika obce byla založena roku 1925 a zpětně byla dopsána až do roku 1889. Její poslední zápis je z roku 1916. Druhá kronika obce, z roku 1917, se v průběhu let ztratila a byly v ní zápisy až do 1947. Až do roku 1960 byly všechny výše zmíněné obce, v současnosti již části Řenčí, naprosto samostatná, právě tohoto roku ale došlo k jejich spojení pod celek Řenče.

## Současnost
V obci se nachází obecní úřad, základní škola, místní prodejna Konzum, zemědělské družstvo, koupaliště, sportovní hřiště a hospoda U Supa.
Základní škola Řenče je málotřídní škola s pěti ročníky ve dvou třídách, jejíž součástí je školní družina a školní jídelna – výdejna. Výuka všech pěti ročníků probíhá podle školního vzdělávacího programu pro základní vzdělávání "Tvořivá škola" vydaného 1. 9. 2007. Obě třídy školy jsou vybaveny interaktivní tabulí a 15 počítači s připojením na internet.
Fungují zde také spolky jako například Sdružení dobrovolných hasičů Řenče také patří k nejstarším místním spolkům – bylo založeno v roce 1898. Tělovýchovná jednota Řenče byla založena v roce 1920, Myslivecké sdružení Hajsko (od roku 1950) a dále např. občanské sdružení Aktivios.
Ke dni 30. 11. 2015 žilo v samotné obci 312 obyvatel, v přiléhajících obcích, tedy Osek, Knihy, Háje, Plevňov, Libákovice a Vodokrty, trvale žilo dalších 575 obyvatel. Celkem zde tedy mělo trvalé bydliště 887 občanů. Ve Společenské kronice roku 2015 bylo uvedeno, že se narodilo 8 dětí a zemřelo 9 občanů.

## Pamětihodnosti
- Tvrz Řenče
- Kostel svatého Cyrila a Metoděje
- Pomník padlým v I. světové válce byl postaven 11. července 1920 za přispění vojáků, kteří se navrátili z války. Nápis na pomníku: Padlým vojínům ve světové válce 1914 – 1920. Obsahuje jména 16 padlých z Řenče, Plevňova, Vodokrt a Knih.[7]

## Galerie

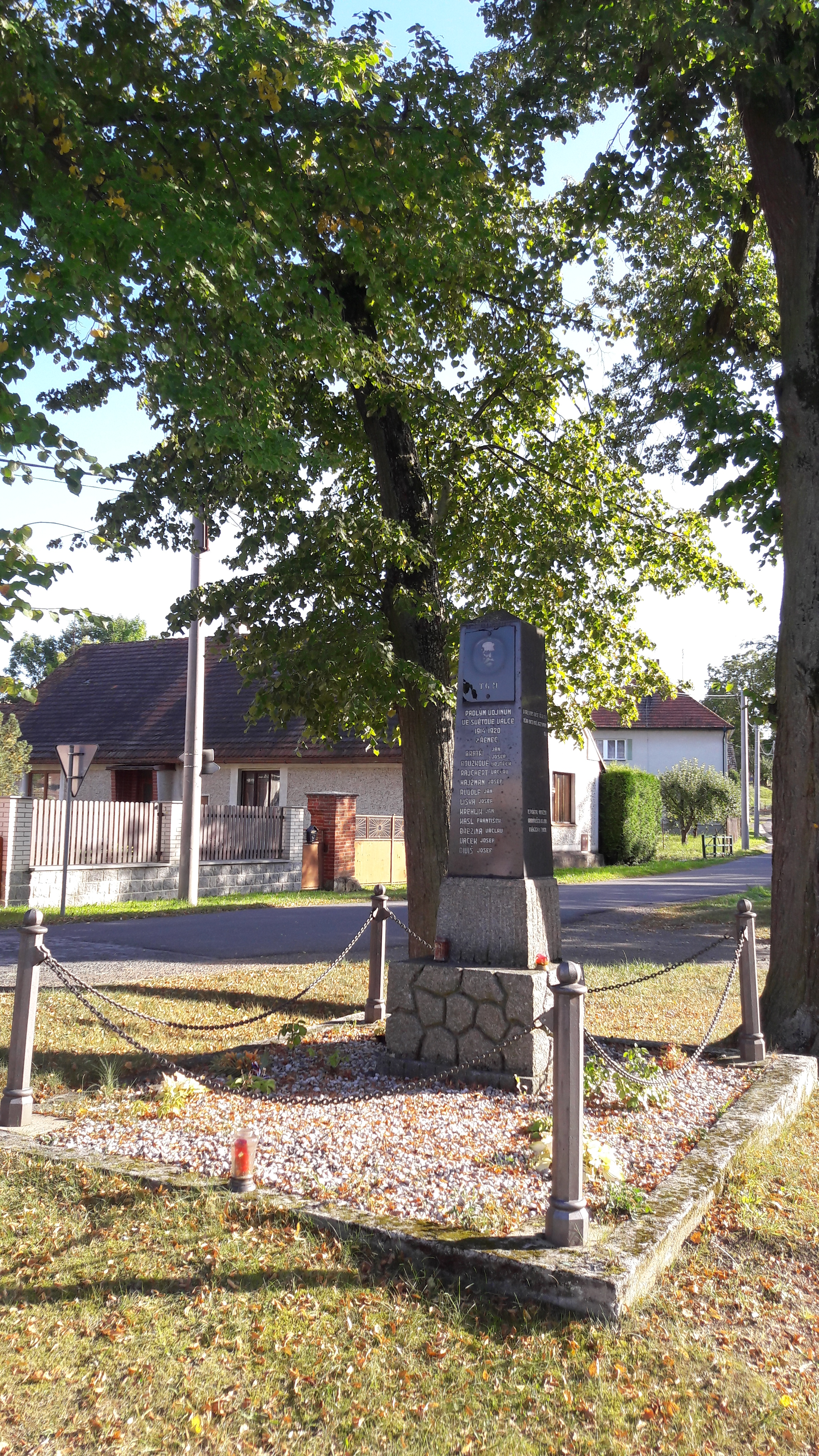
Pomník padlým
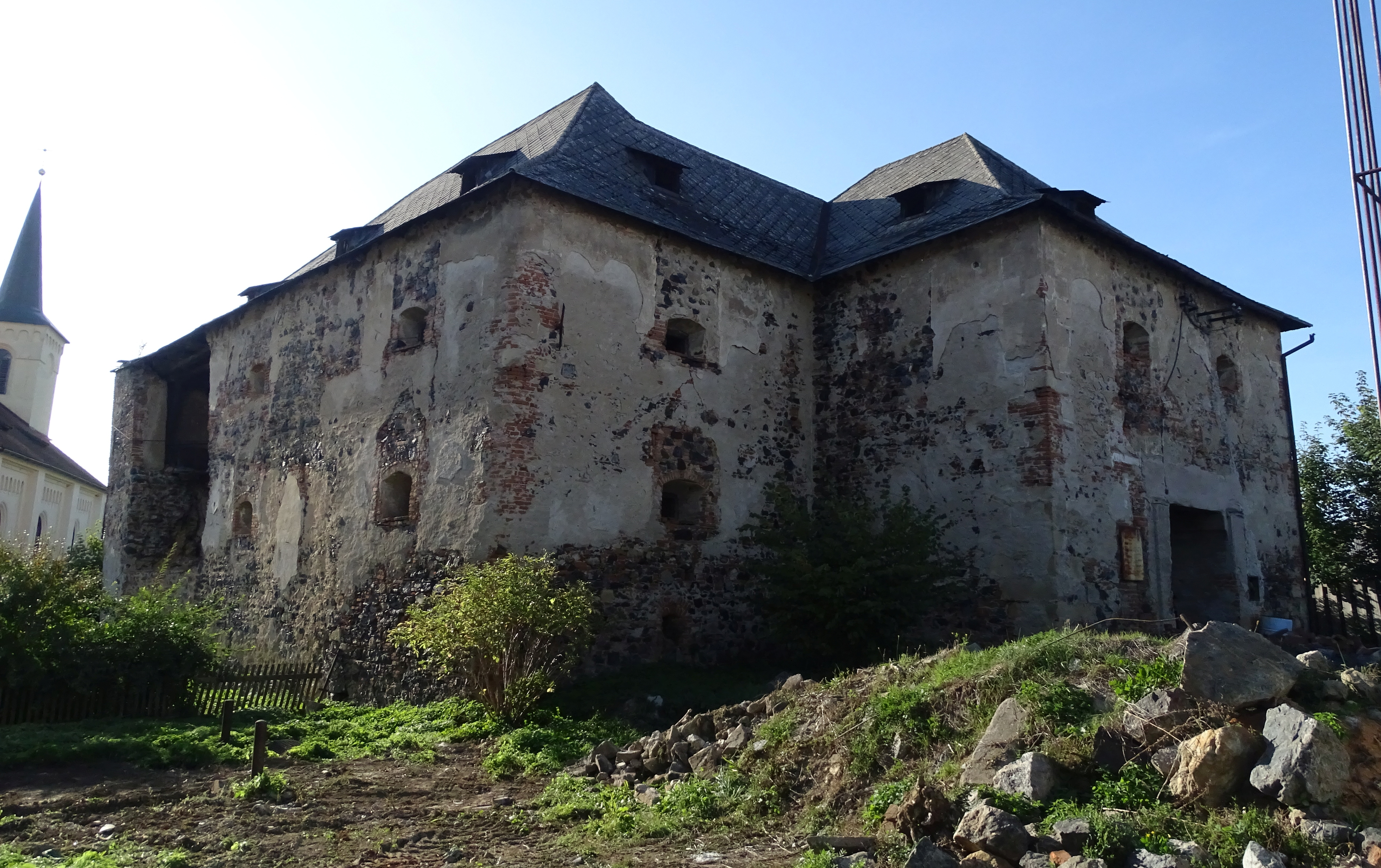
Tvrz
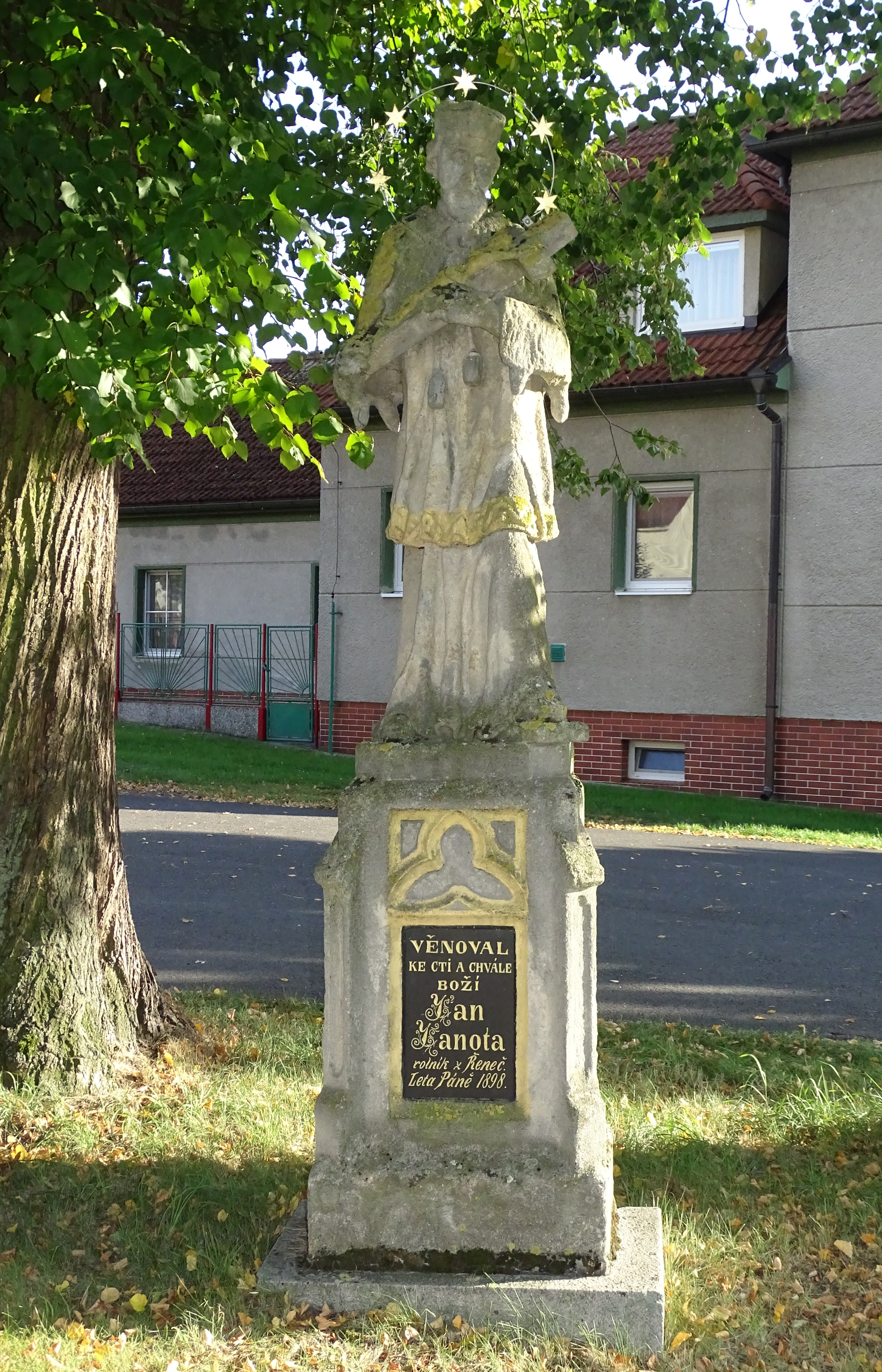
Socha sv. Jana Nepomuckého

## Části obce
- Řenče
- Háje
- Knihy
- Libákovice
- Osek
- Plevňov
- Vodokrty